# Psilocybe samuiensis
Psilocybe samuiensis es una especie de hongo psilocibio de la familia Hymenogastraceae, del orden Agaricales. Se distribuye en Tailandia en hábitats con suelos arenosos-arcillosos abonados, en arrozales y en prados, de manera dispersa o gregaria. Los esporocarpos emergen desde inicios de julio hasta finales de octubre.
El hongo y sus esporas son comercializadas bajo el nombre de Ban Hua Thai.

## Descripción
El píleo tiene un diámetro de 7 a 15 mm, con forma subconvexa a umbonato cónico-convexa, umbonada cónica o campanulada, frecuentemente con un pequeño umbo. La superficie del sombrero es viscosa con una película separable, uniforme y estriada a ranurada en el margen y con la propiedad de higrofaneidad, es decir, el color cambiará dependiendo de su estado de hidratación. El color va de castaño o marrón rojizo a color pajizo, volviéndose de color pajizo pálido o arcilla pardusca cuando se seca.

## Taxonomía
Psilocybe samuiensis fue descrita como nueva para la ciencia por los micólogos Gastón Guzmán, Victor Bandala y John W. Allen, y la descripción publicada en la revista científica Mycotaxon 46: 156 en 1993. Solo se conoce en el hábitat en donde se recolectó: a 2 km al oeste de la localidad de Ban hua thanon en la isla Samui en Tailandia.
Es la primera especie del grupo Mexicanae de Psilocybe en ser hallada fuera de las Américas.

## Farmacología
En 1994, los resultados de unos análisis de cromatografía líquida de alta eficacia (HPLC, siglas en inglés para High performance liquid chromatography) y de cromatografía en capa fina (TLC, siglas en inglés para Thin-layer chromatography) en los cuerpos fructíferos de hongos recolectados en cuatro locaciones distintas en la isla Samui para detectar psilocibina y psilocina en los cuerpos fructíferos oscilaron entre 0.023–0.90% (peso seco) y 0.05–0.81%, respectivamente. Se detectó también baeocistina en una concentración de 0.01 a 0.05%.
En 2008, se descubrió el metabolito sesquiterpenoide de tipo 2,3-secoaromadendrano, psilosamuiensina A, aislado en el caldo de Psilocybe samuiensis. La estructura de la psilosamuiensina A se estableció mediante datos espectroscópicos y sus configuraciones se confirmaron mediante análisis cristalográficos de rayos X de cristal único. Esta fue la primera vez que se detectó psilosamuiensina en el género Psilocybes.